# Francis G. Brink
Francis Gerard Brink (22 de agosto de 1893-24 de junio de 1952) fue un general de brigada del ejército de los Estados Unidos que sirvió en la Segunda Guerra Mundial. Fue el primer comandante del Grupo Asesor de Asistencia Militar (MAAG) de Indochina y fue encontrado muerto por heridas de bala en el Pentágono el 24 de junio de 1952.

## Primeros años y carrera militar
Nació el 22 de agosto de 1893 en Marathon, Nueva York. Se graduó de la Universidad Cornell.
Al comienzo de la Guerra del Pacífico, Brink estaba sirviendo en la misión de enlace del Ejército de los Estados Unidos en Singapur. Sirvió en el teatro China-Birmania-India y de 1944 a 1945 fue jefe de operaciones del Comando del Sudeste Asiático. De 1948 a 1949 se desempeñó como jefe del Estado Mayor Consultivo del Ejército en China y vio la derrota de las fuerzas nacionalistas. En octubre de 1950 fue nombrado primer comandante del Grupo Asesor de Asistencia Militar (MAAG) de Indochina.

## Muerte
A principios de junio de 1952 regresó a los Estados Unidos para dos semanas de consulta sobre la situación en Indochina. En la tarde del 24 de junio de 1952 fue encontrado muerto en su oficina en el Pentágono en un aparente suicidio. Presentaba tres impactos de bala en el tórax y a su lado se encontró una pistola automática. Se informó que Brink sufría de depresión, diabetes y arterioesclerosis.
El Jefe de Estado Mayor del Ejército de los Estados Unidos, el general J. Lawton Collins, dijo que, al notar el aspecto cansado de Brink, había ordenado a su personal que se asegurara de que Brink descansara antes de regresar a Indochina. El secretario de Estado interino David K. E. Bruce dijo que Brink había hecho una «gran contribución» a la lucha contra la agresión comunista en Indochina. Fue enterrado en el Cementerio Nacional de Arlington.

## Condecoraciones
Sus condecoraciones incluyen la Medalla por Servicio Distinguido, la Legión al Mérito y el Corazón Púrpura.